# Atarba (Ischnothrix) supplicata
Atarba (Ischnothrix) supplicata is een tweevleugelige uit de familie steltmuggen (Limoniidae). De soort komt voor in het Neotropisch gebied.